# Kaworu Watashiya
Kaworu Watashiya (私屋カヲル Watashiya Kaworu?, Tokio, 3 de enero de 1972), es una mangaka japonesa. Su creación más conocida es Kodomo no Jikan, la cual, fue su primer trabajo plasmado en anime y traducido al inglés bajo en nombre de Nymphet. El manga "Nymphet" fue distribuido, traducido y licenciado en Estados Unidos por Seven Seas Entertainment. Pero su emisión fue cancelada debido a las posibles reacciones adversas que podría provocar en la población norteamericana, ya que el argumento de la historia trata acerca de una relación amorosa no correspondida entre una alumna y su profesor, además de la edad. Su publicadora regular es la revista Comic High! de Action Comics.

## Obras
- Shōnen Sanpakugan (少年三白眼?) 1992-1993. Géneros: Comedia, Vida Escolar, Seinen. (Debut como autora)
- Inu to Ojō-sama (犬とお嬢様?) 1993-1994. Demografía: Shōjo.
- Oneko-sama ga Kita (おネコさまが来た?) 1994.
- Yoake no Yowakkii (夜明けのヨワッキー Yoake no Yowakkii?) 1995-1996.
- Cotton 200% (コットン200% Kotton 200%?) 1996-1997. Volúmenes: 2. Géneros: Shōjo, Romance.
- Oedo Musume Ninja (おーえど娘忍者?) 1997-1998. Género: Comedia.
- Pink no Kobushi (ピンクの拳 Pinku no Kobushi?) 1998-1999. Géneros: Vida escolar, Shōjo.
- Papa wa Dandy (パパはダンディー Papa wa Dandy?) 1999. Demografía: Shōjo.
- Kaworu to Yui no Ikkai Yarashite (カヲルとゆいのいっかいやらして?) 1999-2001. Género: Comedia.
- Seishun Binta! (青春ビンタ!?)2001-2004. Género: Comedia, Ecchi, Madurez, Romance, Seinen.
- Chibi to Boku (ちびとぼく?) 2000-2007. Género: Seinen.
- Sakura Saichae (さくら咲いちゃえ?) 2003. Género: Comedia, Ecchi, Vida escolar, Seinen.
- Kodomo no Jikan (こどものじかん?) 2005-2013. Géneros: Comedia, Drama, Ecchi, Lolicon, Romance, Vida escolar, Seinen.
- Dame Yome Nikki (だめよめにっき?) 2008-2010. Volúmenes: 2. Publicación original: Futabasha. Revistas que lo difundieron: Comic High! (Futabasha) Manga Town (Futabasha). Demografía: Seinen.
- Megane-chan (めがねーちゃん?) 2009. Género: Comedia, Ecchi, Romance, Seinen.
- Joō-sama no Eshi (女王様の絵師 Queen's Artist?) 2014. Géneros: Vida Escolar, Ecchi, Seinen
- Koi ni Ochita Incubus (恋におちた インキュバス Koi ni Ochita Inkyubasu?) 2017. Géneros: Supernatural, Yaoi.